# Gymnadenia wettsteiniana
Gymnadenia wettsteiniana är en orkidéart som beskrevs av O.Abel. Gymnadenia wettsteiniana ingår i släktet brudsporrar, och familjen orkidéer. Inga underarter finns listade i Catalogue of Life.